# Frans Rombouts (uitgever)
Frans Rombouts was een Belgisch drukker, uitgever en politicus voor de Katholieke Partij.

## Levensloop
Zijn vader (Hendrik) had in 1893 het Nieuwsblad van Geel overgenomen. Zelf volgde hij zijn vader omstreeks 1925 op aan het hoofd van dit katholieke tijdschrift.
Daarnaast werd hij politiek actief. Na de dood van Karel Janssens in 1918 volgde hij deze op als dienstdoend burgemeester van Geel. Een functie die hij zou uitoefenen tot 1921. Hij werd in deze hoedanigheid opgevolgd door Joseph Verachtert.
Zijn zoon Karel trad na de Tweede Wereldoorlog in zijn vaders voetsporen en startte het Nieuwsblad van Geel opnieuw op. Zijn kleinzoon (Guy) is beeldend kunstenaar.